# Anderson Cordeiro Costa
Anderson Cordeiro Costa (10 de octubre de 1998) más conocido como Anderson Cordeiro es un futbolista brasileño que juega de extremo y delantero en el FK Banga de la A Lyga.

## Trayectoria
Anderson es un jugador formado en las categorías inferiores del Desportivo Brasil hasta 2016, año que ingresó en categoría juvenil en el Atlético Mineiro, con el que llegó a jugar en su equipo sub-20 durante la temporada 2017-18.
En la temporada 2018-19, firma como jugador del Esporte Clube Taubaté con el que disputaría 4 partidos.
En verano de 2019, firma por el FC Tsarsko Selo Sofia, de la Primera División de Bulgaria. En su primera temporada en Bulgaria disputa 23 encuentros entre liga y copa, en los que anota un gol.
En la temporada 2020-21, disputaría 28 partidos en la Primera División de Bulgaria en los que anota 7 goles y dio 4 asistencias, además disputó dos encuentros en la Copa de Bulgaria.
El 28 de julio de 2021, se comprometió con el Club de Fútbol Fuenlabrada de la Segunda División de España, en calidad de cedido por una temporada por el FC Tsarsko Selo Sofia.
El 2 de agosto de 2022, firma por el Casa Pia Atlético Clube de la Primeira Liga.

## Clubes
| Club                                | País     | Año             |
| ----------------------------------- | -------- | --------------- |
| Atlético Mineiro Sub-20             | Brasil   | 2017-2018       |
| Esporte Clube Taubaté               | Brasil   | 2018-2019       |
| FC Tsarsko Selo Sofia               | Bulgaria | 2019-2022       |
| Club de Fútbol Fuenlabrada (cedido) | España   | 2021-2022       |
| Casa Pia Atlético Clube             | Portugal | 2022-Actualidad |